# Hellfjord
Hellfjord ist eine norwegische Fernsehserie aus dem Jahr 2012. Sie besteht aus sieben 30-minütigen Folgen. Die erste Folge wurde am 9. Oktober 2012 auf dem Sender NRK1 zum ersten Mal ausgestrahlt. Die Serie wurde von Tommy Wirkola und Tappeluft Pictures für NRK produziert. Einige Kritiker verglichen sie mit der US-amerikanischen Kultserie Twin Peaks. Für den amerikanischen Markt sicherten sich Will Ferrell und Adam McKay die Remake-Rechte an der Serie, um sie für den Sender Showtime zu entwickeln.
Die Serie hat mit dem Fjord Hellfjorden nichts gemein. Gedreht wurde sie im Sommer 2011 in Gryllefjord auf der Insel Senja und in Øverbygd (Filmcamp).

## Handlung
Die norwegische Krimiserie handelt von dem Polizisten Salmander aus Oslo, der während einer Parade vor hunderten Kindern sein Polizeipferd erschießt und deswegen bis zu seiner Entlassung für drei Monate in den (fiktiven) Ort Hellfjord strafversetzt wird. Dort trifft er auf den Lensmann Kobba und die Journalistin Johanne. Da Salmander Südländer mit pakistanischen Wurzeln ist und nun auf einen konservativen Ur-Norweger als Partner trifft, entstehen häufig humorige Situationen, die die Dramatik und düstere Spannung der Episoden stets etwas aufhellt.

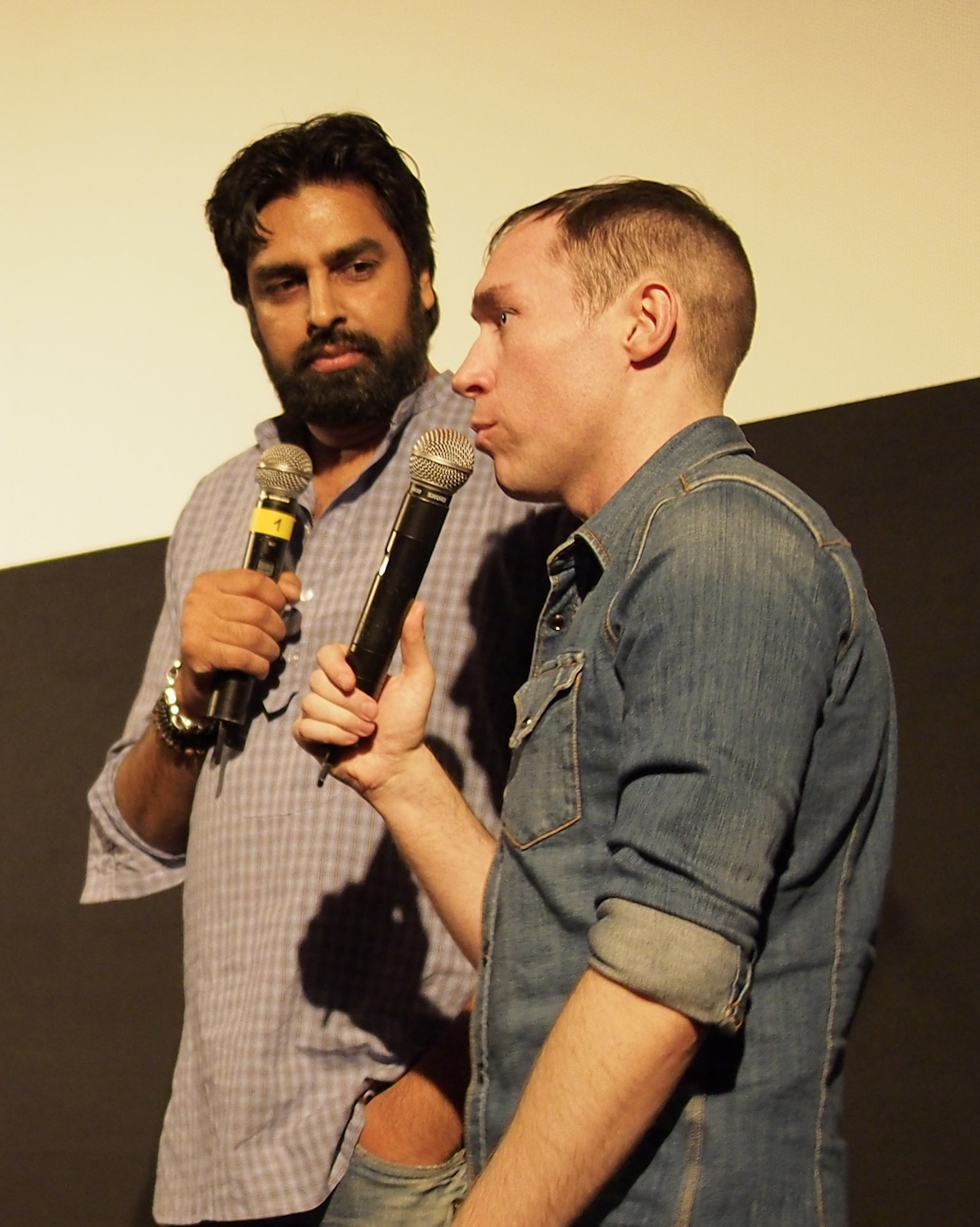
Zahid Ali und Stig Frode Henriksen bei dem Crossing Europe Filmfestival Linz im April 2013

## Besetzung
| Name            | Schauspieler              | Folge |
| --------------- | ------------------------- | ----- |
| Salmander       | Zahid Ali                 | 1–7   |
| Kobba           | Stig Frode Henriksen      | 1–7   |
| Johanne         | Ingrid Bolsø Berdal       | 1–7   |
| Bosse Nova      | Thomas Hanzon             | 1–7   |
| Riina           | Pihla Viitala             | 1–7   |
| Tante Kose      | Maria Bock                | 1–7   |
| Leif            | Knut-Erik Helland Barland | 1–2   |
| Helgi Gulfasson | Magne Høyland             | 1–2   |
| Presten         | Kristian Figenschow Jr.   | 2, 4  |

## Episodenliste

### Staffel 1
| Nr. (ges.) | Nr. (St.) | Deutscher Titel                 | Originaltitel | Erstausstrahlung Norwegen | Deutschsprachige Erstausstrahlung (D) | Regie                                 | Drehbuch                                       |
| --- | --------- | ------------------------------- | ------------- | ------------------------- | ------------------------------------- | ------------------------------------- | ---------------------------------------------- |
| 1 | 1         | Der Pferdeflüsterer             | Episode 1     | 9. Okt. 2012              | 19. Jan. 2014                         | Patrik Syversen                       | Zahid Ali, Tommy Wirkola, Stig Frode Henriksen |
| Nachdem der Polizist Salmander sein Pferd am Norwegischen Staatsfeiertag erschießt, mit einer Tuba erschlägt und mit einem Auto rückwärts überfährt, wird er von seinem Vorgesetzten gefeuert. Für die Zeit der dreimonatigen Kündigungsfrist, wird er von Oslo nach Hellfjord, einem kleinen, verschlafenen Ort auf einer Insel in Nordnorwegen, strafversetzt. Nach der Ankunft merkt Salmander schnell, dass etwas merkwürdiges mit Hellfjord vor sich geht und das Dorf dunkle Geheimnisse verbirgt. |           |                                 |               |                           |                                       |                                       |                                                |
| 2 | 2         | NCIS: Hellfjord                 | Episode 2     | 16. Okt. 2012             | 19. Jan. 2014                         | Patrik Syversen                       | Zahid Ali, Tommy Wirkola, Stig Frode Henriksen |
| Kurz nach seiner Ankunft findet Salmander ein Mordopfer auf der Insel. Es wurde mithilfe eines Handys, welches dem Opfer in den Rachen gedrückt wurde, erstickt. Es gibt mehrere verdächtige Personen, doch Salmander erhält nur wenig Hilfe von der Bevölkerung, da er kein Einheimischer ist. |           |                                 |               |                           |                                       |                                       |                                                |
| 3 | 3         | Klodienst                       | Episode 3     | 23. Okt. 2012             | 19. Jan. 2014                         | Kenneth Olaf Hjellum, Patrik Syversen | Zahid Ali, Tommy Wirkola, Stig Frode Henriksen |
| Salmander gibt sich als Sträfling aus, um im Gefängnis von Solvik einer Spur in seinem Mordfall zu folgen. Als sein einziger Mitwisser, der Gefängnisleiter, sich an einer Erdnuss verschluckt und vor seinen Augen stirbt, wird er tatsächlich eingesperrt. Nun muss er nicht nur den Fall weiter verfolgen, sondern versuchen wieder aus dem Gefängnis zu kommen. Währenddessen findet die Reporterin Johanne, die mit Salmander zusammenarbeitet, einen wichtigen Hinweis in diesem Mordfall.         |           |                                 |               |                           |                                       |                                       |                                                |
| 4 | 4         | Tante Kose                      | Episode 4     | 30. Okt. 2012             | 19. Jan. 2014                         | Ole Giæver, Patrik Syversen           | Zahid Ali, Tommy Wirkola, Stig Frode Henriksen |
| Salmander gelingt mit der Hilfe von zwei weiteren Insassen die Flucht aus dem Gefängnis. Zusammen mit Johanne kommt er dem Inhaber der lokalen Fischfabrik auf die Schliche. |           |                                 |               |                           |                                       |                                       |                                                |
| 5 | 5         | Ungeheuer-lich                  | Episode 5     | 6. Nov. 2012              | 19. Jan. 2014                         | Sebastian Dalén, Patrik Syversen      | Zahid Ali, Tommy Wirkola, Stig Frode Henriksen |
| Salmander und Johanne schleichen sich bei Nacht in die Fischfabrik Hellfish und entdecken etwas Seltsames. Sie hören wie der Schwede und Fabrikinhaber, Bosse Nova, über das lokale Seeungeheuer Tulla spricht. Trotz seiner Seekrankheit versucht Salmander das Geheimnis um dieses Ungeheuer auf dem Meer zu lüften. |           |                                 |               |                           |                                       |                                       |                                                |
| 6 | 6         | Schau mir in die Augen, Kleines | Episode 6     | 13. Nov. 2012             | 19. Jan. 2014                         | Vegar Hoel, Patrik Syversen           | Zahid Ali, Tommy Wirkola, Stig Frode Henriksen |
| Die dreimonatige Kündigungsfrist von Salmander ist abgelaufen und er wird zurück nach Oslo geschickt. Von dort untersucht er weiterhin den Mord in Hellfjord. Johanne findet heraus, was sich hinter Bosse Novas Fischfabrik eigentlich verbirgt. |           |                                 |               |                           |                                       |                                       |                                                |
| 7 | 7         | Special Unit: Hellfjord         | Episode 7     | 20. Nov. 2012             | 19. Jan. 2014                         | Roar Uthaug, Patrik Syversen          | Zahid Ali, Tommy Wirkola, Stig Frode Henriksen |
| Salmander und Johanne haben beide Bosse Novas Geheimnis gelüftet. Ohne polizeiliche Hilfe, aber dennoch bewaffnet, stürmen sie zusammen mit dem Hilfspolizisten Kobba und dessen Frau Riina die Fabrik. |           |                                 |               |                           |                                       |                                       |                                                |